# Alfafarenca (aceituna)

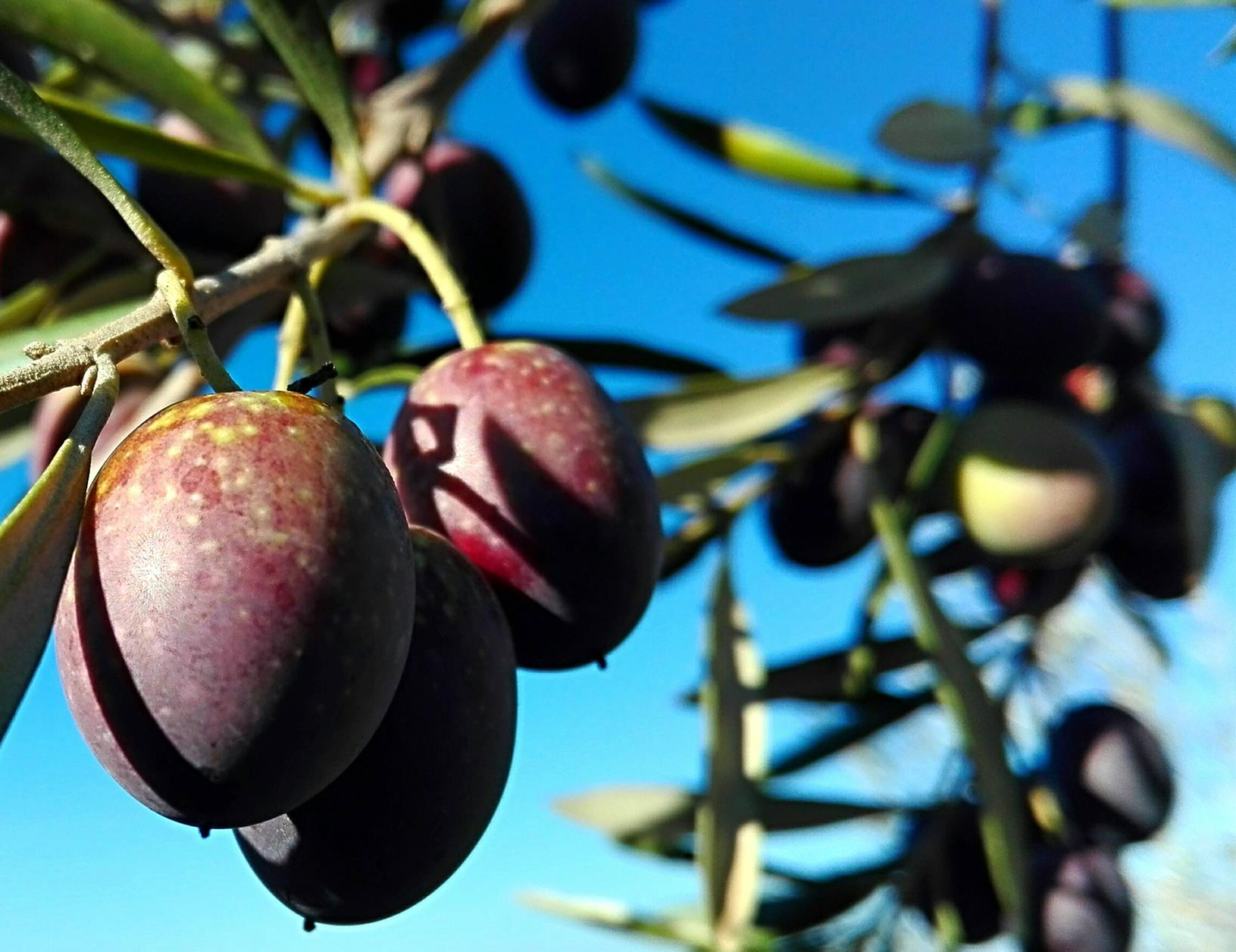
Oliva alfafarenca

La alfafara o alfafarenca es una variedad de olivo.
Recibe su nombre del pueblo de donde es originaria, Alfafara, en la Comunidad Valenciana.
Cultivada en varias zonas de las provincias de Alicante,Valencia y Albacete, es la variedad principal en la zona del valle de Ayora y Almansa.

## Características agronómicas
La oliva es de medida mediana y pesa entre 2 y 4 gramos, es tardía al madurar.
Esta variedad es resistente al frío pero sensible a la sequedad. 
Como sus esquejes hacen raíces muy fácilmente, se usa esta variedad de olivo para hacer injertos de otras variedades. 
La entrada en producción desde el momento de la plantación es similar a la de la mayoría otras variedades. 
La productividad es elevada pero alternante, puesto que le afecta el fenómeno de la contrañada. 

## Usos
Esta variedad de aceituna se usa principalmente para hacer aceite, pero también se puede comer (en verde). 
Tiene un porcentaje de grasa bajo y el aceite es de muy difícil extracción aunque resulta de buena calidad.